# ألكسندر بوتسكو
ألكسندر بوتسكو (بالروسية: Пуцко, Александр Александрович)‏ (24 فبراير 1993 بأونيتشا في روسيا - ) هو لاعب كرة قدم روسي في مركز الدفاع. لعب مع سبارتاك موسكو ونادي سبارتاك موسكو 2 لكرة القدم ونادي سكا خاباروفسك.

## وصلات خارجية
- ألكسندر بوتسكو على موقع الاتحاد الأوربي (الإنجليزية)
- ألكسندر بوتسكو على موقع قاعدة بيانات كرة القدم.إي يو (الإنجليزية)
- ألكسندر بوتسكو على موقع Soccerway.com (الإنجليزية)
- ألكسندر بوتسكو على موقع عالم كرة القدم.نت (الإنجليزية)
- ألكسندر بوتسكو على موقع AS.com (الإسبانية)